# 皮质小人

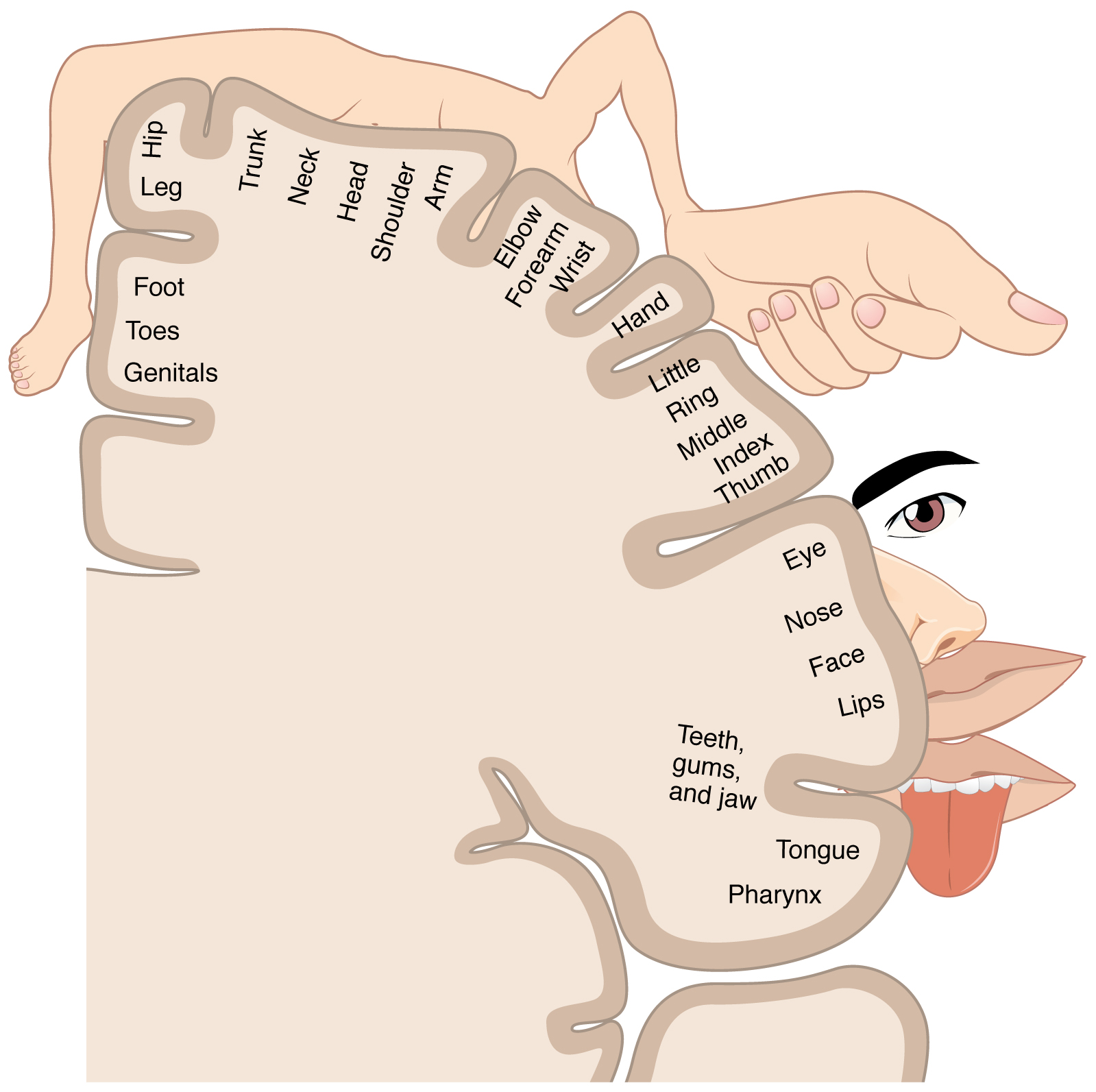
二维感官小人图

二维運動小人图

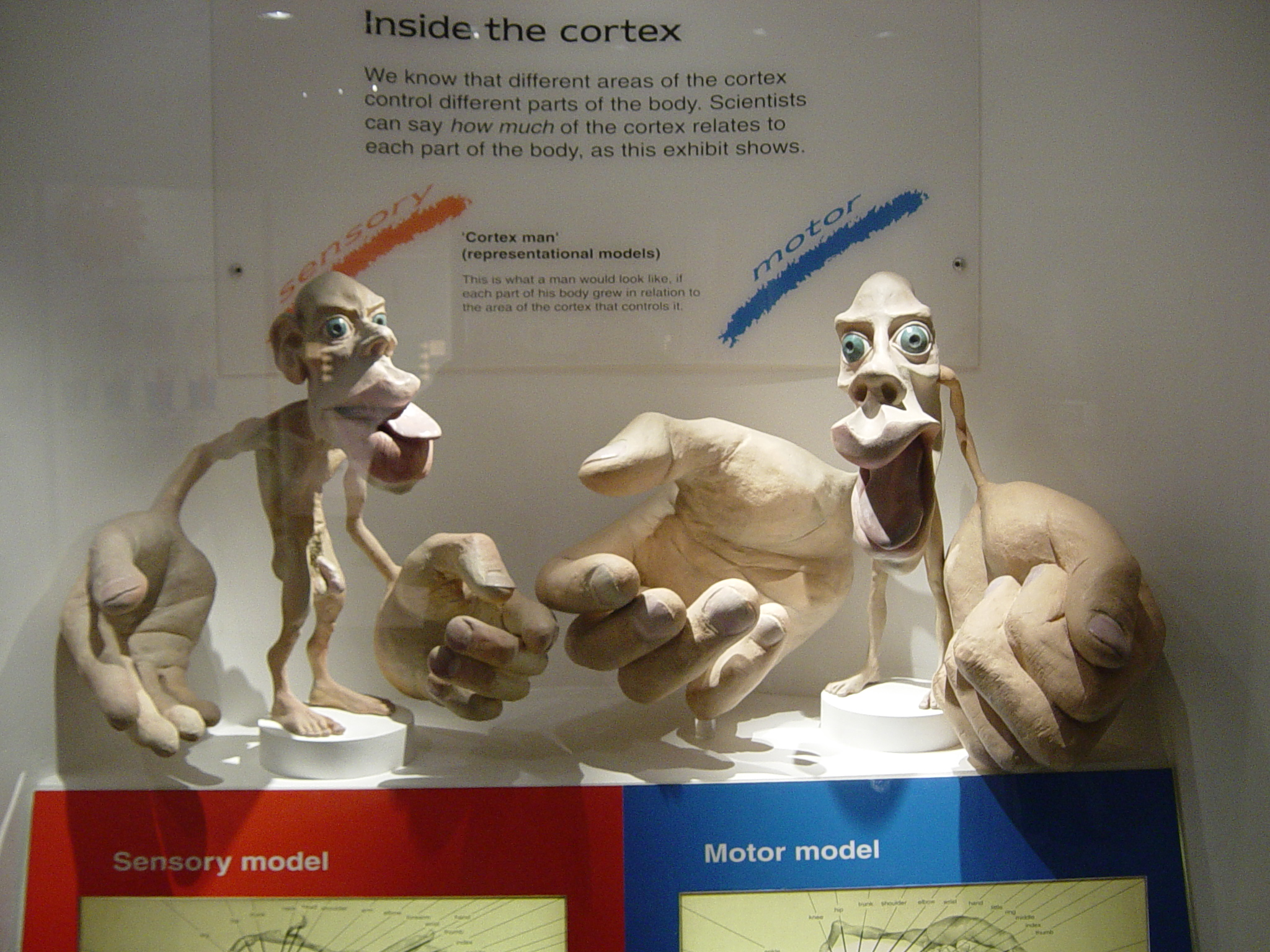
伦敦自然史博物馆中展示的三维感官小人与运动小人模型

皮质小人（英語：cortical homunculus）是一种绘制人体的特殊方式，其中人体不同部分的比例并非按真实比例确定，而是对应着大脑中负责该部位运动与感官功能的区域的大小。Homunculus为拉丁语中“小人”之意。
皮质小人包括运动小人（motor homunculus）与感官小人（sensory homunculus）两种。
运动小人对应着负责人体各部位运动功能的脑区。大脑的初级运动皮层位于中央前回，处理从额叶前运动区传入的信号。
感官小人则对应着负责各部位感官功能的脑区。大脑主要感官皮质区位于中央后回，处理从丘脑传入的信号。
加拿大神经外科医生懷爾德·潘菲爾德及其合作者是运动小人与感官小人图最早的绘制者。虽然之前也有研究者提出过用小人将脑部功能具象化，但潘菲尔德等首次将运动与感官功能分为两个小人来表示。

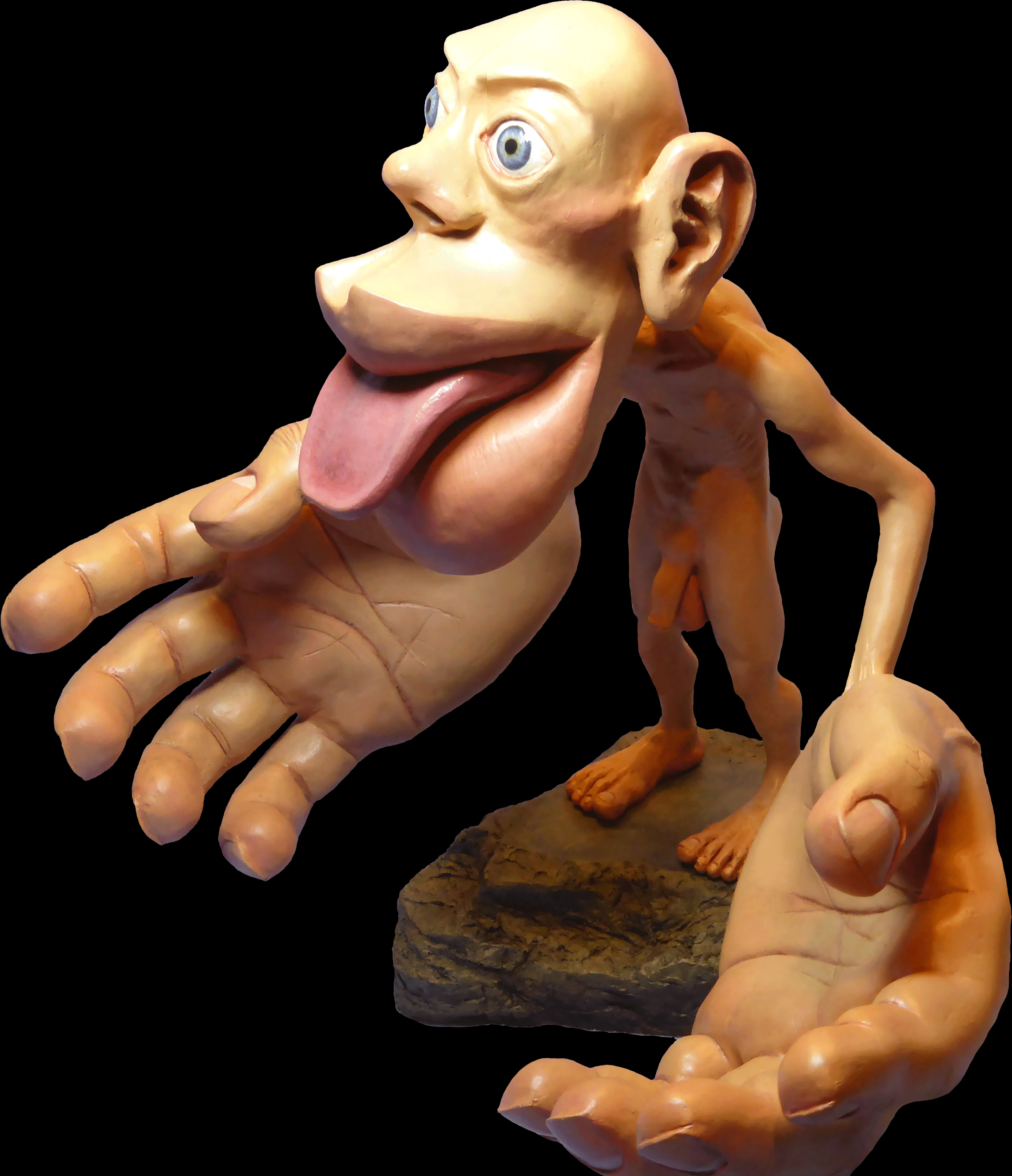
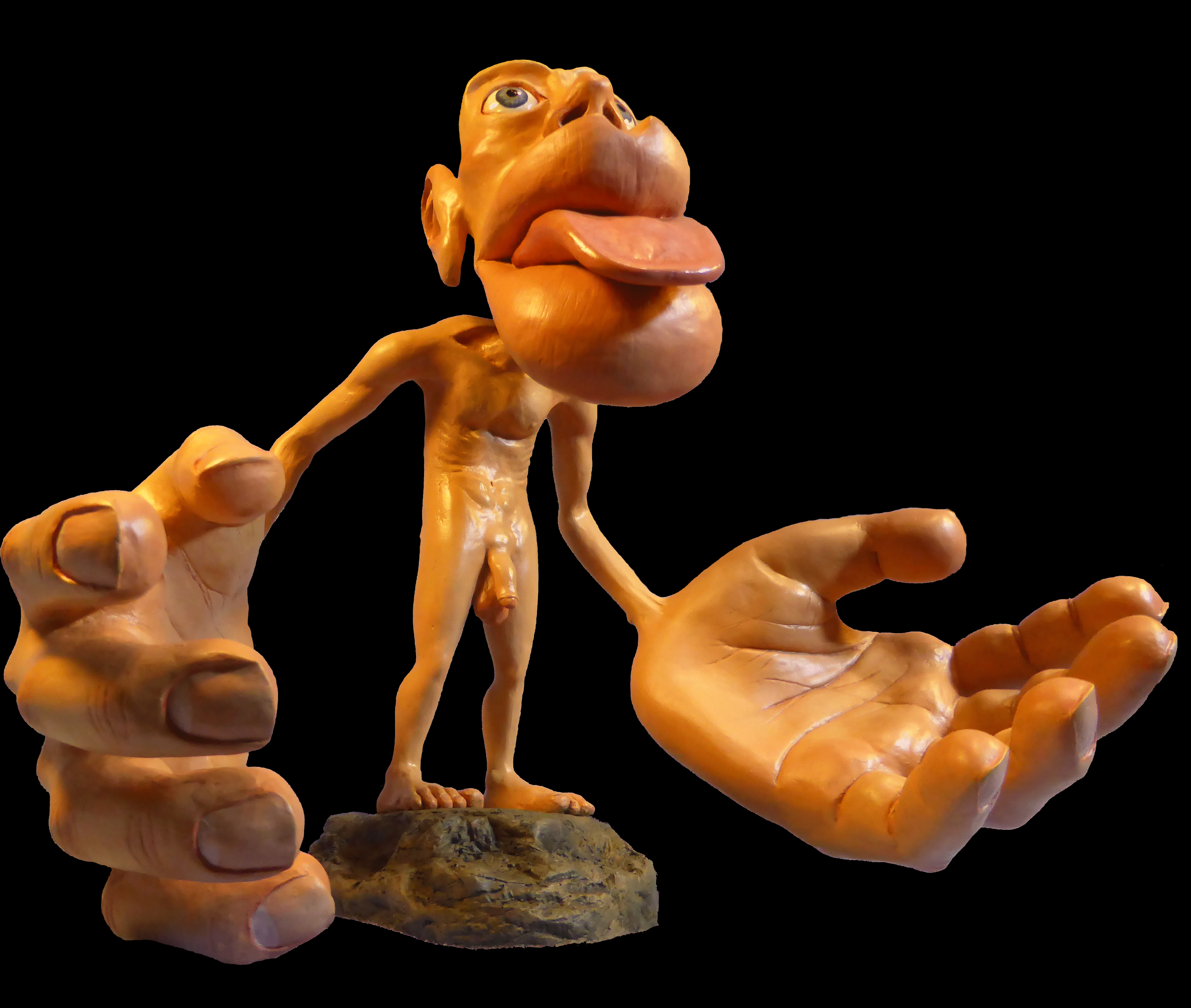
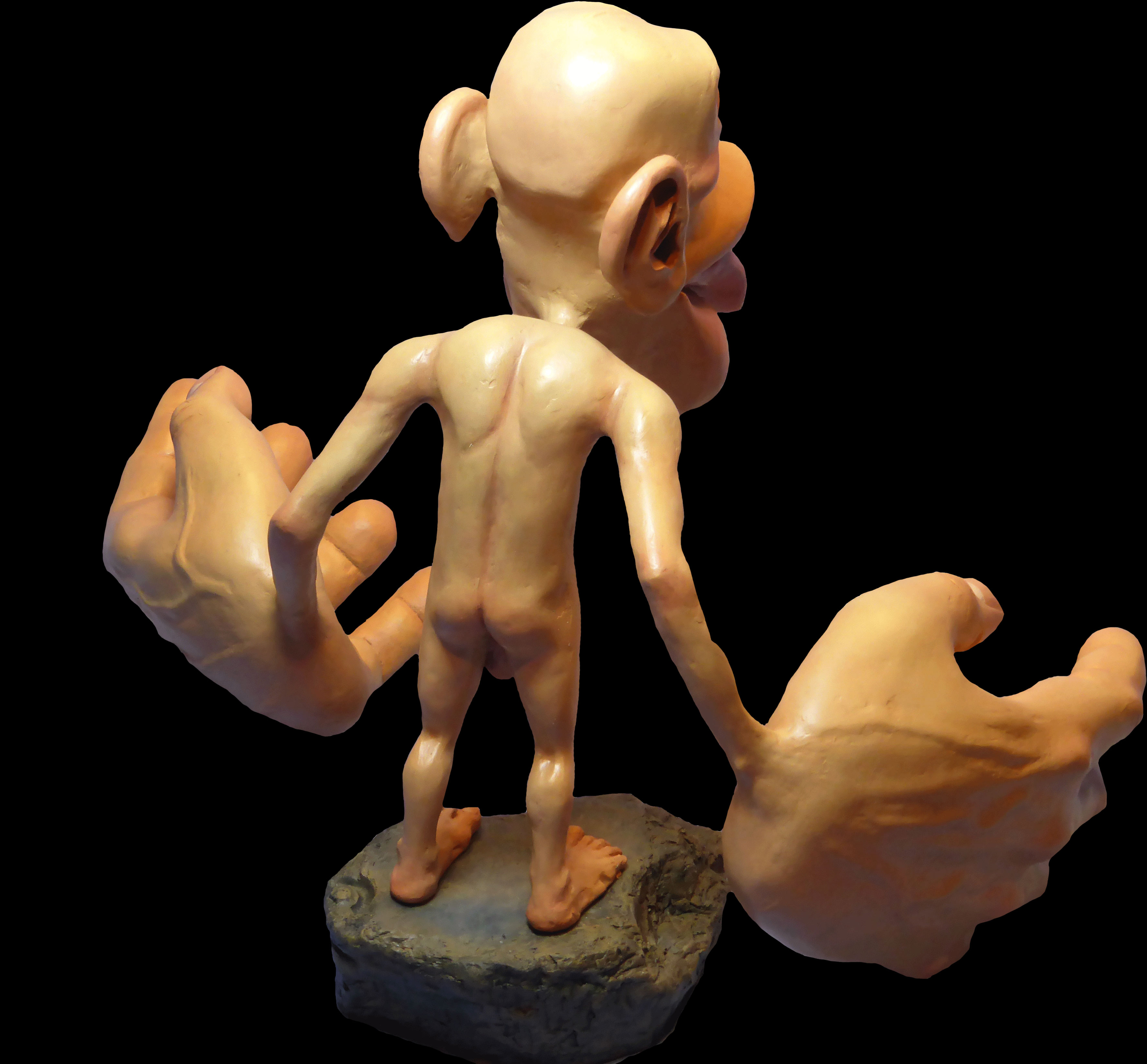